# Anchialina latifrons
Anchialina latifrons is een aasgarnalensoort uit de familie van de Mysidae. De wetenschappelijke naam van de soort is voor het eerst geldig gepubliceerd in 1971 door Nouvel.